# Figueiredo (Amares)
Figueiredo is een plaats (freguesia) in de Portugese gemeente Amares en telt 1 040 inwoners (2001).

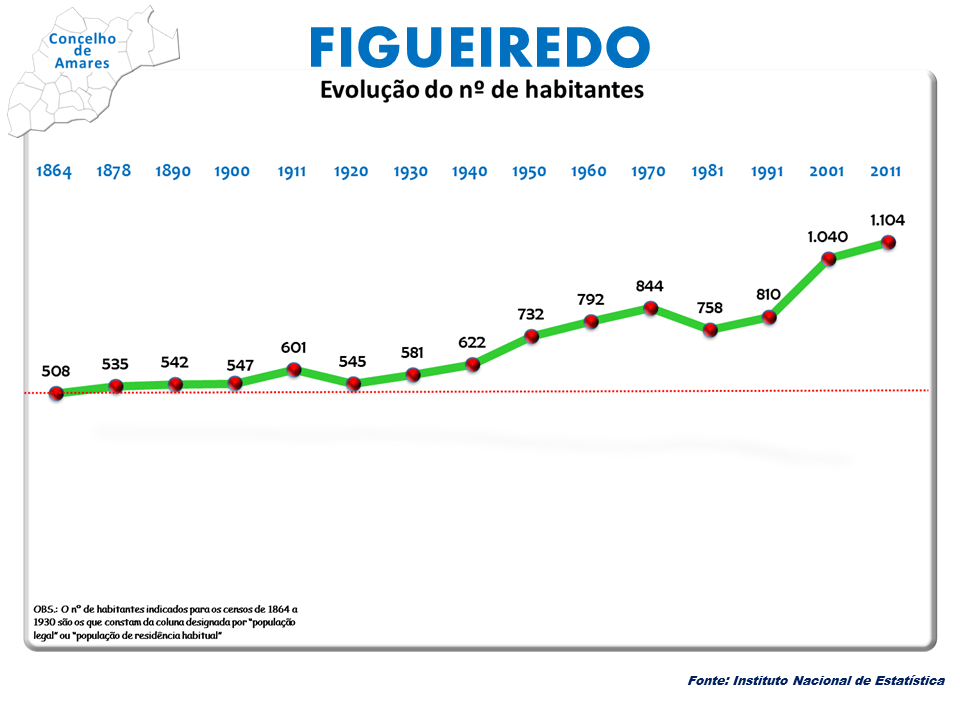
Bevolkingsontwikkeling tussen 1864 en 2011